# Production I.G

Företagets logotyp

Production I.G (japanska: 株式会社プロダクション・アイジー Kabushiki-gaisha Purodakusyon Ai Jī?) är en japansk anime-studio. Företaget startades år 1987 av Mitsuhisa Ishikawa och huvudkontoret ligger i Kokubunji, Tokyo. Production I.G producerar anime filmer, anime tv-serier, OVA och TV-spel. Studion har varit inblandad i produktion av Kill Bill, Ghost in the Shell och Patlabor.

## Historia
Företaget hette först IG Tatsunoko Limited, som tidigare varit en del av Tatsunoko Productions. Namnet I.G kommer av  Ishikawa Goto där Takayuki Goto, character designer, står för Goto. Under slutet av 1993 avslutade företaget sin relation med Tatsunoko Productions och bytte namn till Production I.G. Filmerna Patlabor 1 och Patlabor 1 är de verk företaget gjort i sitt gamla namn. En tidigare medarbetare vid Tatsunoko Productions vid namn Koichi Mashimo, presenterade ett förslag om en liten studio med stor kreativitet hos dess anställda för Ishikawa. Mashimo startade sedan, med hjälp av Ishikawa studion Bee Train Animation Inc. Under 2007 skedde ett företagsförvärv av Production I.G och manga företaget Mag Garden genom förvaltningsbolaget IG Port, grundat av Mitsuhisa Ishikawa och Takayuki Goto.

## Produktioner (urval)[1]

### Långfilmer
- 1989 – Patlabor : The movie (tillsammans med Studio Deen)
- 1993 – Patlabor 2
- 1995 – Ghost in the Shell
- 1997 – Evangelion: Death and Rebirth
- 2000 – Blood: The Last Vampire
- 2003 – Kill Bill: Volume 1
- 2004 – Kill Bill: Volume 2
  - Dead Leaves
  - Ghost in the Shell 2: Innocence
- 2005 – ×××HOLiC
- 2011 – Pokémon Filmen: White - Victini och Zekrom & Black - Victini och Reshiram
- 2011 – Momo e no tegami

### TV-serier
- 2002–2003 – Ghost in the Shell: Stand Alone Complex
- 2004–2005 – Ghost in the Shell: Stand Alone Complex 2nd GIG
- 2008 – Batman: Gotham Knight
- 2009 – Higashi no Eden
- 2013 - Attack on Titan

### TV-spel
- 1996 – PaRappa the Rapper
- 2005 – Namco × Capcom
- 2010 – Halo Legends